# Weschnitzsiedlung (Hemsbach)

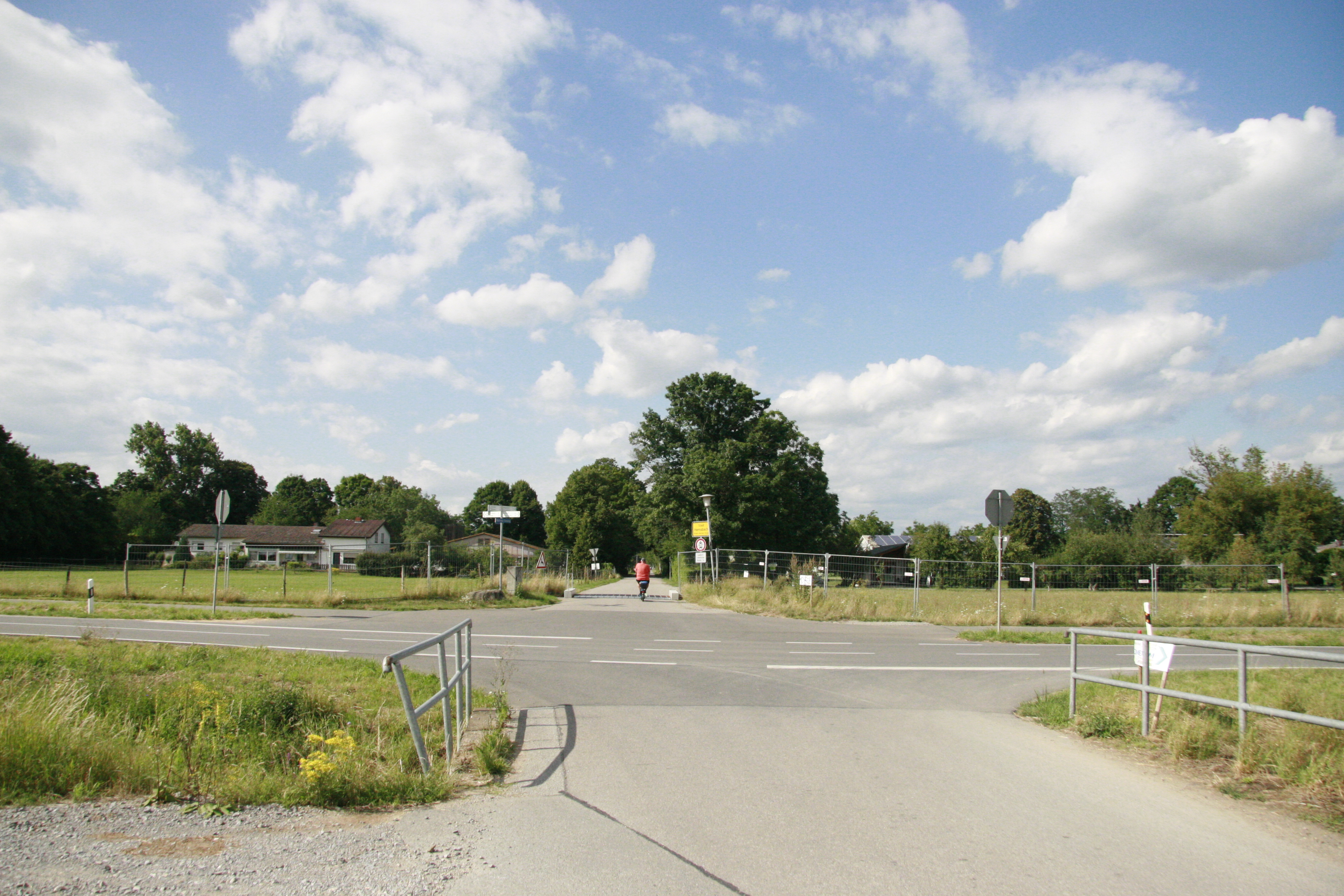
In der Siedlung, Blick nach Norden (2025)

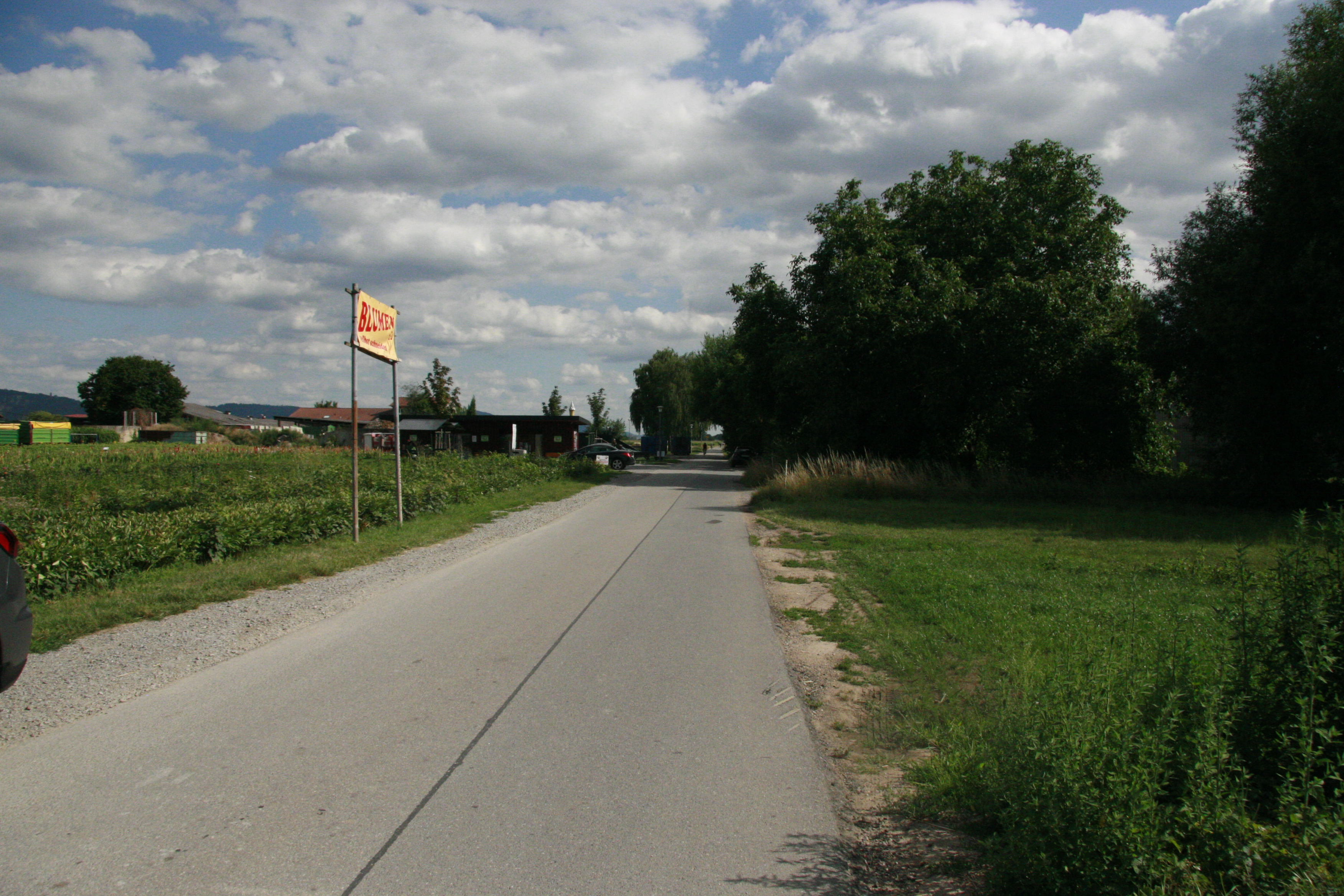
In der Siedlung, Blick nach Süden (2025)

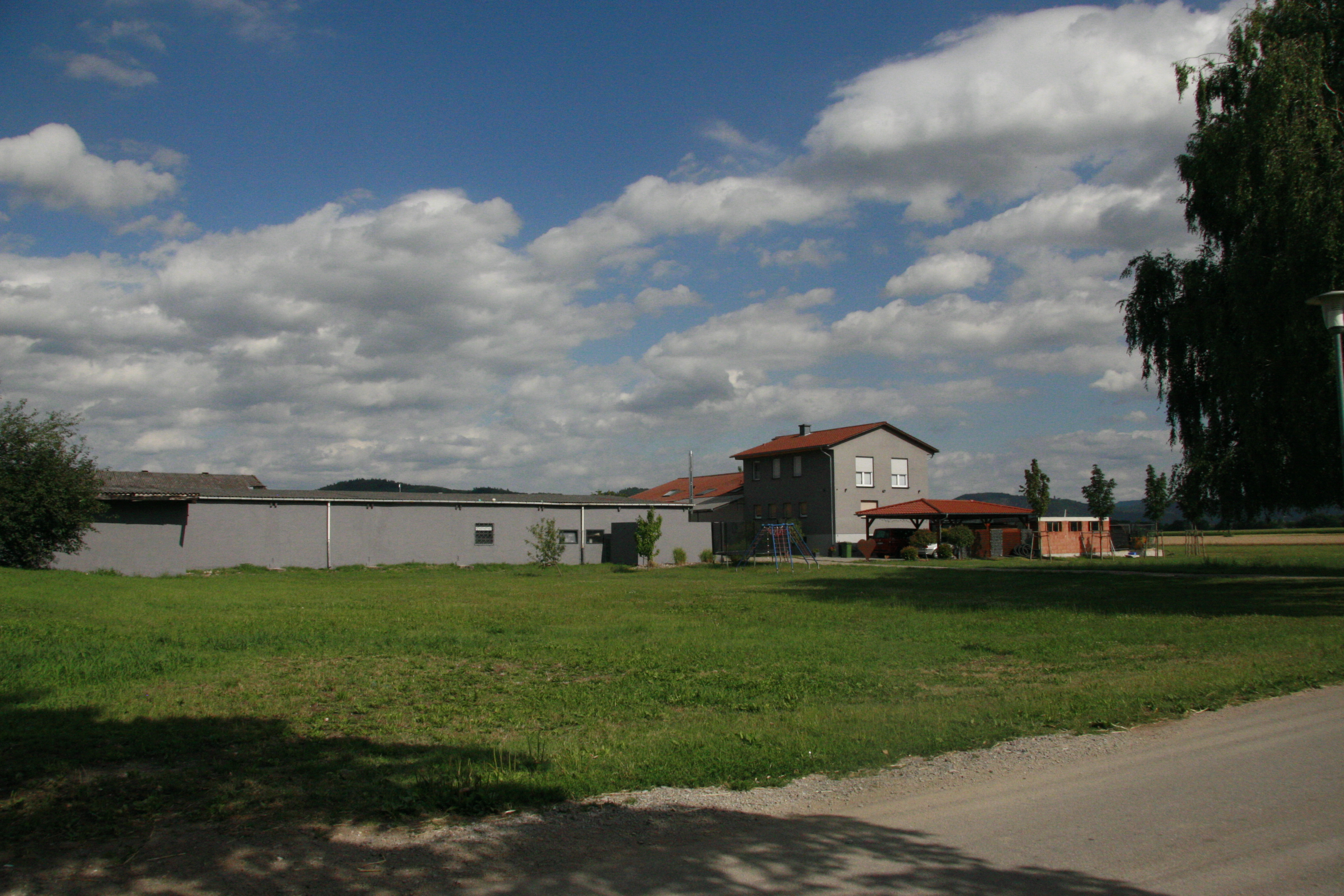
Einer der Bauernhöfe (2025)

Die Weschnitzsiedlung ist ein Wohnplatz im Nordwesten von Baden-Württemberg auf dem Gebiet der Stadt Hemsbach im Rhein-Neckar-Kreis.

## Geographie
Die Weschnitzsiedlung liegt im Nordwesten von Hemsbach in der Oberrheinischen Tiefebene. Die namensgebende Weschnitz fließt etwas weiter im Südwesten. Im Norden geht sie nahtlos über in eine weitere Weschnitzsiedlung, die zu Laudenbach gehört.

## Historisches
Die Weschnitzsiedlung besteht aus 14 Aussiedlerhöfen, die 1966/67 errichtet wurden.

## Verkehr
Die Weschnitzsiedlung wird in zwei Hälften geteilt durch die badische Landesstraße 3110, die von Hemsbach im Osten kommt und zur hessischen Landesgrenze führt. Dort findet sie ihre Fortsetzung in der hessischen Landesstraße 3110 nach Rosengarten.